# Anguillicola novaezelandiae
Anguillicola novaezelandiae är en rundmaskart som beskrevs av Moravec och Tarashewski 1988. Anguillicola novaezelandiae ingår i släktet Anguillicola och familjen Anguillicolidae. Inga underarter finns listade i Catalogue of Life.